# Perkozek (zwyczajny)
Perkozek (zwyczajny) (Tachybaptus ruficollis) – gatunek niewielkiego ptaka wodnego z rodziny perkozów (Podicipedidae). Zamieszkuje Europę (poza jej północnym i północno-wschodnim skrajem), południową, środkową i północno-zachodnią Afrykę, południową i wschodnią Azję oraz niektóre wyspy Oceanii. W zależności od temperatury panującej w zimie na obszarach lęgowych jest ptakiem wędrownym, osiadłym lub podejmującym lokalne wędrówki. Ptaki z populacji środkowoeuropejskiej zimują w Europie Zachodniej i basenie Morza Śródziemnego. Przeloty: marzec i listopad. Nie jest zagrożony.

## Systematyka i występowanie
Systematyka tego gatunku jest skomplikowana i wymaga dalszych badań. Zwykle wyróżnia się od 7 do 9 podgatunków T. ruficollis:
- perkozek (zwyczajny)[4] T. ruficollis ruficollis (Pallas, 1764) – Europa aż po Ural, północno-zachodnia Afryka

W Polsce nieliczny, lokalnie średnio liczny ptak lęgowy niżu. Regularnie, ale nielicznie zimuje na zachodzie kraju.
- T. ruficollis albescens (Blanford, 1877) – obszary od Kaukazu aż po Mjanmę oraz Sri Lanka
- T. ruficollis iraquensis (Ticehurst, 1923) – Irak, południowo-zachodni Iran
- T. ruficollis capensis (Salvadori, 1884) – Afryka na południe od Sahary, Madagaskar i Komory
- T. ruficollis poggei (Reichenow, 1902) – Azja północno-wschodnia po południowo-wschodnią, w tym Wyspy Kurylskie, Japonia, Riukiu, Tajwan i Hajnan
- T. ruficollis philippensis (Bonnaterre, 1790) – Filipiny (oprócz Mindanao)
- T. ruficollis cotabato (Rand, 1948) – Mindanao
- perkozek trójbarwny[4] T. ruficollis tricolor (G.R. Gray, 1861) – Celebes, Moluki, Jawa, Małe Wyspy Sundajskie na wschód po północną Nową Gwineę
- T. ruficollis collaris (Mayr, 1945) – północno-wschodnia Nowa Gwinea po Wyspę Bougainville’a

Międzynarodowy Komitet Ornitologiczny wydziela podgatunki tricolor, collaris oraz wyróżniany niekiedy takson vulcanorum (populacje z Jawy, Timoru i Małych Wysp Sundajskich) do osobnego gatunku Tachybaptus tricolor.
Perkozek jest blisko spokrewniony z perkozkiem australijskim (T. novaehollandiae) i wymarłym perkozkiem długodziobym (T. rufolavatus), które dawniej były uznawane za jego podgatunki.

## Morfologia
WyglądUbarwienie godowe wiosną – przód brązowy ze srebrzystobiałym połyskiem, policzki i gardło kasztanowe, kąt dzioba żółty. Ubarwienie spoczynkowe jesienią i zimą – wierzch brązowy, boki i spód brudnobiałe, biaława pierś, jasnożółta szyja.
Wymiary średniedługość ciała 25–29 cm
rozpiętość skrzydeł 40–45 cm
masa ciała ok. 130–236 g, wyjątkowo ponad 300 g

## Ekologia i zachowanie

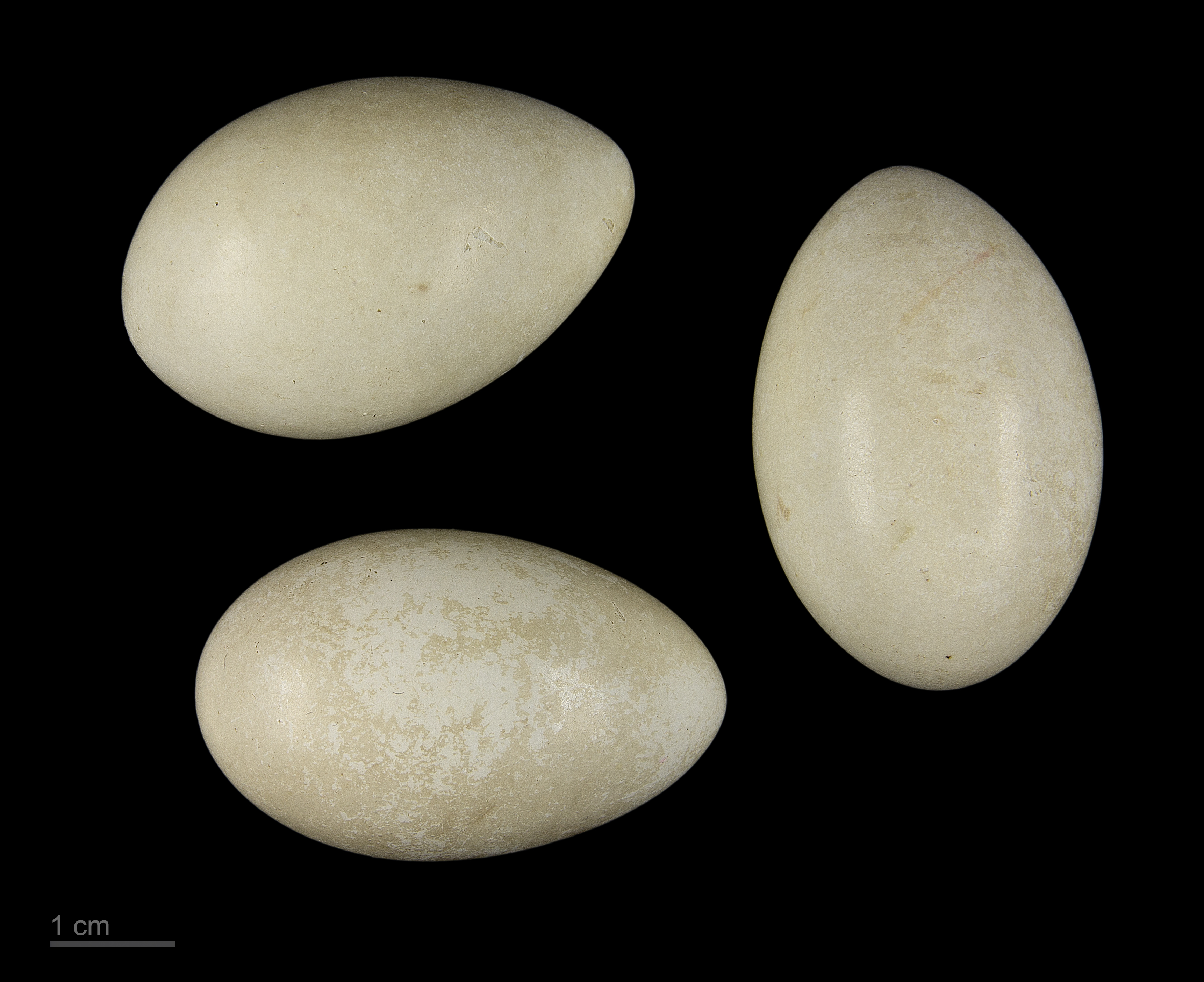
Jaja z kolekcji muzealnej

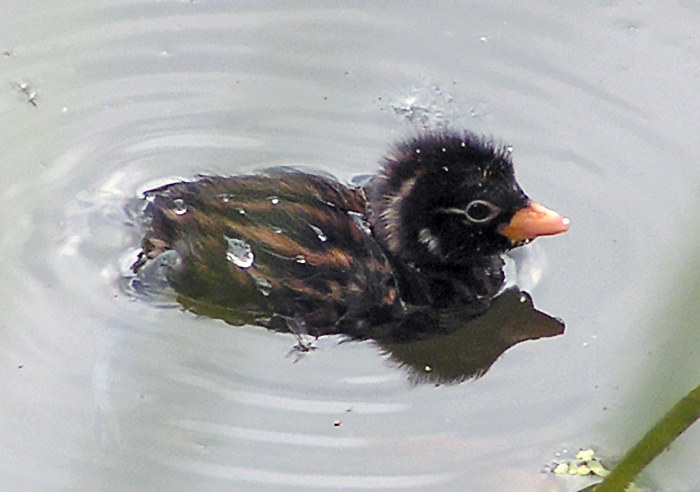
Pisklę perkozka

BiotopMałe, śródlądowe, gęsto zarośnięte zbiorniki wodne.
ZachowanieTo płochliwy ptak, dlatego nie widuje się go raczej na wodach otwartych. Jako jedyny perkoz gniazduje dwa razy w roku i jest jednym z najmniejszych przedstawicieli rzędu (najmniejszy jest perkozek białoskrzydły). Zwykle jego obecność zdradza tylko głos – krótkie „bi, bi, bi” (w czasie gniazdowania zmieniające modulacje podnosząc się i opadając) lub pojedyncze „nit”. W czasie toków słychać zarówno samca, jak i samicę. Prawdopodobnie oboje wiążą się na stałe. Samiec w czasie zalotów stroszy pióra, bije dziobem po wodzie, rozpryskuje ją i nurkuje. Staje się bardzo wojowniczy, odganiając ze swojego terytorium intruzów.
GniazdoW płytkiej wodzie między trzcinami budowane przez oboje rodziców z roślin wodnych. Za każdym razem, gdy wracają do gniazda, nurkują i przynoszą trochę roślin.
JajaWyprowadza dwa lęgi w roku, składając w marcu i czerwcu zazwyczaj 5 do 6 jaj, które wraz z gniciem roślin budujących gniazdo stają się brunatne. Rodzice wysiadują je na przemian.
Wysiadywanie i młodeJaja są wysiadywane przez okres 20 do 21 dni. Zagniazdowniki, pisklęta osiągają samodzielność po około 45 dniach. Po wykluciu gniazdo nie traci znaczenia. Małe ptaki korzystają z niego dla wypoczynku i rozgrzania się, choć w tym celu wchodzą też na grzbiety rodziców. Upierzenie piskląt jest podobne do szaty spoczynkowej, pokryte czarnym puchem z rudymi podłużnymi pasami na grzbiecie, a na głowie mała srebrzysta plamka koło ucha. W razie niebezpieczeństwa ojciec i matka nurkując gwałtownie rozpryskują gejzery wody.
PożywienieDrobne zwierzęta wodne, owady i ich larwy.

## Status i ochrona
IUCN klasyfikuje perkozka jako gatunek najmniejszej troski (LC, Least Concern) nieprzerwanie od 1988 roku. Liczebność światowej populacji, według szacunków organizacji Wetlands International z 2015 roku, mieści się w przedziale około 610 000 – 3 500 000 osobników. Globalny trend liczebności populacji uznawany jest za spadkowy.
W Polsce objęty ochroną gatunkową ścisłą. Na Czerwonej liście ptaków Polski został sklasyfikowany jako gatunek najmniejszej troski (LC). W latach 2013–2018 krajowa populacja lęgowa liczyła 7,5–10 tysięcy par.